# Lennox International
Lennox wurde 1895 in Marshalltown, Iowa (USA) von Dave Lennox gegründet, der den ersten genieteten Heizungsofen der Welt erfand und vertrieb. Heute befindet sich der internationale Stammsitz in Dallas, Texas.
Lennox ist ein führender Anbieter von klima- und raumlufttechnischen Lösungen mit einem Nettoumsatz von über 3 Milliarden Euro. Das Unternehmen entwickelt, produziert und vertreibt ein breites Spektrum von Produkten für Heizungs-, Ventilations-, Klima- und Kältegeräte-Märkte. Die Firma beschäftigt circa 18.000 Mitarbeiter weltweit, davon etwa 2.000 in Europa.
Die Lennox Deutschland GmbH entstand am 1. Juni 1999 mit der Zusammenführung der Ruhaak GmbH mit Sitz in Frankfurt am Main und den refac Gesellschaften in Barsbüttel bei Hamburg, Willich und Berlin. Seit dem 1. Juli 2000 firmieren die Ruhaak GmbH und die refac Gesellschaften offiziell unter dem Namen Lennox Deutschland GmbH. Seit dem 1. Januar 2010 hat die Lennox Deutschland GmbH nur noch eine Niederlassung mit eigenem Servicepersonal in Hamburg. Die Serviceplanung sowie die Ersatzteilbeschaffung wird von Nijkerk in den Niederlanden aus koordiniert.
Der Geschäftszweck der Lennox Deutschland GmbH umfasst die Beratung planender Ingenieurbüros, den Vertrieb von klima- und lüftungstechnischen Anlagen, der kältetechnischen Installation und Inbetriebnahme bis hin zur Wartung. Die Produktionsstätten von Lennox für den europäischen und den nordafrikanischen Raum sowie für den Nahen Osten liegen in Mions und Longvic in Frankreich sowie im spanischen Burgos.
Die Produktpalette reicht von transportablen Klimageräten bis hin zu luft- und wassergekühlten Kältemaschinen für den Einsatz in Gebäuden und Produktionsstätten.